# Dasyatis hastata
Dasyatis hastata är en rockeart som först beskrevs av James Ellsworth De Kay 1842.  Dasyatis hastata ingår i släktet Dasyatis och familjen spjutrockor. Inga underarter finns listade i Catalogue of Life.